# Proces et Martinien de Rome
Pour les articles homonymes, voir Saint Martinien et Martinien.
Proces et Martinien de Rome (Ier siècle) sont deux soldats romains affectés à la surveillance des détenus de la prison Mamertine (Tullianum) à Rome.
Ils sont saints chrétiens, et fêtés le 2 juillet.

## Éléments hagiographiques
En compagnie d'un autre soldat nommé Proces (en latin : Processus, en italien : Processo), Martinien est plus particulièrement chargé de veiller sur saint Pierre et saint Paul (selon la tradition).
Tous deux se convertirent après avoir écouté les prédications de deux apôtres. Saint Pierre a fait jaillir une source miraculeuse pour l'eau de leur baptême.
Ils ont été tous les deux décapités sur la Via Aurelia.
Ils sont représentés sous la torture, sur un tableau peint en 1629 par Valentin de Boulogne (pinacothèque du Vatican). 
Ils sont les saints patrons du personnel de surveillance de l'administration pénitentiaire. 